# Ypthima savara
Ypthima savara är en fjärilsart som beskrevs av Grose-smith 1887. Ypthima savara ingår i släktet Ypthima och familjen praktfjärilar. Inga underarter finns listade i Catalogue of Life.